# Diplogasterida
Диплогастериды (лат. Diplogasterida) — отряд свободноживущих нематод (или подотряд диплогастераты, Diplogasterata, Diplogasterina). Около 350 видов. Встречаются всесветно. В России около 50 видов.

## Описание
Мелкие почвенные свободноживущие нематоды, иногда в водоёмах (способны плавать). Длина червеобразного тела от 0,3 до 3 мм. Сапробионты, ксилобионты, детритофаги, фитофаги (в навозе, перегное, гниющих овощах и фруктах, древесной трухе, в бентосе водоёмов), встречаются хищные и всеядные формы и несколько симбионтов или комменсалов в кишечниках членистоногих (жуков-короедов и навозников). Играют важную роль в процессах биологического распада органических материалов. Продолжительность жизненного цикла одна — две недели. Размножение половое. В матке самок обычно содержится 1—3 яиц. Из яиц выходят личинки, которые 4 раза линяют, после чего приобретают половую зрелость и способность к размножению. Самки в популяциях численно преобладают. Кутикула кольчатая. Губ шесть (явных или слитых в лабиотуберкулы), вооружены щетинковидными папиллами или щетинками. Мышцы в кардиальном бульбусе (мускулистая передняя часть пищевода) редуцированы, развиты ферментативные железы. У большинства есть длинный хвост.

## Систематика
В 3 подотряда включают 11 семейств, 46 родов и около 350 видов. Таксономический объём и статус группы (отряд, подотряд или надсемейство) и систематическое положение дискутируется. Иногда основную часть семейств (Cylindrocorporidae, Diplogasteroididae, Neodiplogasteridae, Odontopharyngidae и другие) синонимизируют в одно Diplogastridae S.l., принимаемое в широком объёме, и рассматривают в статусе надсемейства Diplogasteroidea, или включают в надсемейство Rhabditoidea sensu lato, или в качестве инфраотряда Diplogasteromorpha рассматривают в составе подотряда Rhabditina, или выделяют в отдельный подотряд Diplogasterina Paramonov, 1952 и, даже, в отдельный подкласс нематод Diplogasteria Hodda, 2003. Систематическое положение семейств Chambersiellidae и Myolaimidae остаётся не полностью выясненным. Ниже приводится классификация по Hodda, 2011.
- Подотряд Chambersiellina Hodda, 2007
  - Надсемейство Chambersielloidea Thorne, 1937 (Hodda 2007)
    - Chambersiellidae Thorne, 1937 (Sanwal 1957) (7 родов, 16 видов)
- Подотряд Diplogasterina Paramonov, 1952
  - Надсемейство Cylindrocorporoidea T. Goodey, 1939 (Andrassy 1976)
    - Cylindrocorporidae T. Goodey, 1939 (3 рода, 22 видов)
    - Odontopharyngidae Micoletzky, 1922 (1 род, 2 видов)

  - Надсемейство Diplogasteroidea Micoletzky, 1922 (Goodey 1963)
    - Cephalobiidae Travassos & Kloss, 1960 (6 родов, 30 видов)
    - Diplogasteridae Micoletzky, 1922 (Steiner 1929) (15 родов, 239 видов)
    - Diplogasteroididae Paramonov, 1952 (3 genera, 40 species)
    - Neodiplogasteridae Paramonov, 1952 (Andrassy 1984) (2 рода, 10 видов)
    - Pseudodiplogasteroididae De Ley & Blaxter, 2002 (1 рода, 2 вида)
    - Tylopharyngidae Filipjev, 1918 (2 рода, 3 вида)
- Подотряд Myolaimina Inglis, 1983
  - Надсемейство Carabonematoidea Stammer & Wachek, 1952 (Hodda 2007)
    - Carabonematidae Stammer & Wachek, 1952 (1 род, 1 вид)

  - Надсемейство Myolaimoidea Goodey, 1963 (Hodda 2007)
    - Myolaimidae Goodey, 1963 (4 рода, 22 вида)